# 西索瓦·尤德冯
西索瓦·尤德冯（1913年—1947年7月17日），柬埔寨政治人物，被誉为“柬埔寨民主之父”，第4任柬埔寨首相。